# パルスマン
『パルスマン』（PULSEMAN）は、1994年7月22日に日本のセガから発売されたメガドライブ用横スクロールアクションゲーム。
舞台は西暦2015年で、プレイヤーは現実世界とコンピュータ内を行き来できるパルスマンを操作し、ドク・ワルヤマ率いるギャラクシィ・ギャングに立ち向かうこととなる。
2007年にWii用ソフトとしてバーチャルコンソールにて配信された。ポケモンショックの影響から、バーチャルコンソール版では、オリジナル版から画面の明度を落とした仕様となっている。バラエティ番組『ゲームセンターCX』で有野晋哉がこのソフトに挑戦した際（オリジナル版）にも、「光の刺激が強い部分がありますので部屋を明るくして離れてご覧ください」と、注意テロップが表示されていた。

## ゲーム内容

### アイテム
- スパークボール
  - 10個集めると、1upし、ライフも完全回復する。
- エナジーリペア
  - 取ると、ライフが1つ回復する。
- 1up
  - 取ると、1upする。
- ボルテックパワー
  - 取ると、そのステージに限り、常時スパークリング状態になり、スラッシュアロー、ボルテッカーが自由に使える。

このほか、5万点取るごとに1upする。

## ステージ構成
- ステージ1 日本
  - ギャラクシィ・ギャング（以下G・G）に占拠されたテレビ局が舞台。ボスは「バーチャルハンド」。
- ステージ2 インド
  - 機械化されたインドの熱帯雨林が舞台。ボスは「ワンダー・ツリー」。
- ステージ3 アメリカ
  - アリゾナの砂漠地帯、ラスベガスが舞台。ボスは「ダイナマイト・デザートタンク」。
- ステージ4 タイ
  - インド洋の古代遺跡が舞台。ボスは「材質吸収ボールT.M.N.」。
- ステージ5 アラスカ
  - アラスカの秘密基地が舞台。順番通り進まないと進めないステージが存在する。ボスはドク・ワルヤマの息子「ヴェール」で、ボルテッカーを使ってくる強敵。
- ステージ6 オーストラリア
  - G・Gの造っている潜水艦を破壊すべく、海底に潜り込んだパルスマン。水に弱く、スパークリング状態になれないパルスマンはどう戦うのか?ボスは「スーパーストロングサブマリン」。
- ステージ7・8 ゲームセンター
  - G・Gの本部を突き止めたパルスマンはG・Gの本部がある日本のゲームセンターに乗り込む。テレビゲームの中へと入っていくパルスマンを待ち受ける世界とは?ステージ7のボスは「宇宙空母 グレート・コア」。ステージ8では「ドク・ワルヤマ」との最終決戦が待ち受ける。

ステージ1から3、4から6はリーチェのナビゲートにより、自由に選ぶことができる。ただし、裏技でステージセレクトを選んだ場合は、順番通りに進む必要がある。

## 登場キャラクター
パルスマン
人間の父とC－Life（CG生命体）の母から生まれた『Half　C－Life』。ふだんは、コンピュター・ネットワークのメモリ空間に住んでいる。光にのってテレビからテレビへの移動が可能。さらに3次元世界へも自由に往来できる。攻撃方法は「パンチ」、「スライディングキック」、「ムーンサルトキック」、スパークリング状態になれば「スラッシュアロー」、「ボルテッカー」を使用できる。水が弱点で、水中ではスパークリング状態にはなれない。
ドク・ワルヤマ
銀河宇宙征服という、大それた野望をいだく謎の秘密結社『G・G（ギャラクシィ・ギャング）』を率いる、自称「銀河宇宙一の神才科学者」。
リーチェ
パルスマンのガールフレンドで、ナビゲートをしてくれる。元々は「G・G」側にいた。
ヴェール
ドク・ワルヤマの息子でボルテッカーを使ってくる。

## 移植版
| No. | タイトル                                     | 発売日                                   | 対応機種        | 開発元          | 発売元 | メディア                              | 型式 | 備考 |
| --- | -------------------------------------------- | ---------------------------------------- | --------------- | --------------- | ------ | ------------------------------------- | ---- | ---- |
| 1   | パルスマン                                   | 2007年4月24日 2009年7月3日 2009年7月13日 | Wii             | ゲームフリーク  | セガ   | ダウンロード （バーチャルコンソール） | -    |      |
| 2   | セガ メガドライブ for Nintendo Switch Online | 2023年4月19日 2023年4月18日              | Nintendo Switch | 任天堂 エムツー | 任天堂 | ダウンロード                          | -    |      |

## 開発
開発はゲームフリークが行い、ディレクションおよびゲーム・デザインはスーパーファミコン用ソフト『ジェリーボーイ』（1991年）を手掛けた杉森建および田尻智、プログラムおよび音楽はスーパーファミコン用ソフト『マリオとワリオ』（1993年）を手掛けた増田順一が担当している。
杉森は『まじかる☆タルるートくん』と同じ開発メンバーによるオリジナル作品の制作を持ち掛けられ、本作の開発に乗り出したと2007年のインタビューの中で振り返っている。本作のシステムは、田尻と杉森が考案しており、当時メガドライブで最も人気のあった『ソニック・ザ・ヘッジホッグ』への対抗心から、音よりも早い光速だと考え、主人公パルスマンの設定に採用した。ソニックへの対抗心は、パルスマンの身体の色や、直線的な反射移動を主体とした「ボルテッカー」や、電線によるワイヤーアクションにもあらわれている。また、設定担当者の思い入れにより、本作はゲームフリーク作品にしては珍しく詳細な設定が組まれている。杉森は開発当時、最初のステージは簡単であるべきだという信念をもって本作のステージ1を開発しており、今（2007年）思うと簡単だが面白さが伝わりにくいとセガのインタビューの中で振り返っている。

### 音楽
開発者の田尻智は、佐藤大が90年代にオーガナイズしていたクラブイヴェント「東京ゲーマーズナイトグルーヴ」に客として出入りしており、本作開発にあたり、このイヴェントからもインスパイアされている。佐藤自身も当時ゲームフリークに参画し、広告宣伝に携わった。また佐藤大と砂原良徳のユニット「ステレオタイプ」によるイメージアルバム、フロッグマンレコーズから国内外のテクノアーティストが結集してコンピレーションアルバムを発表した。後にこの企画を知ったマイク・ヴァン・ダイクもまたパルスマンの音をサンプリングした「ゲーマーズナイト」を収録したシングル「東京トラックス」を発表している。

## スタッフ
- ディレクション、ゲーム・デザイン：杉森建、田尻智
- プログラム：増田順一、太田健程、西橋倫治、太田智道
- グラフィック：杉森建、藤原基史、にしだあつこ
- 音楽、効果音：増田順一
- ストーリー・プロット：たにぐちりょうすけ
- スペシャル・サンクス：とみさわ昭仁、かわもとひろし、川上直子、松島賢二、佐藤大、まつもとげんと、野々村文宏

## 評価
- ゲーム誌『ファミコン通信』の「クロスレビュー」では、6・7・6・5の合計24点（満40点）[10]、『メガドライブFAN』の読者投票による「ゲーム通信簿」での評価は以下の通りとなっており、20.9点（満30点）となっている[15]。

| 項目 | キャラクタ | 音楽 | お買得度 | 操作性 | 熱中度 | オリジナリティ | 総合 |
| 得点 | 3.7        | 3.7  | 3.4      | 3.4    | 3.3    | 3.3            | 20.9 |

- ゲーム本『メガドライブ大全』（2004年、太田出版）では、パルスマンが高速移動するアクション性に関して「痛快だ」と称賛した[16]。

## 後世への影響
ポケモンとの関係
- 発売前の名称は『スパーク（仮）』（SPARK）とされていた。ゲームフリークは後に『ポケットモンスター』シリーズ（以下『ポケモン』）を開発し、本作に登場するものの名前が「パルスワン」など一部ポケモンにも引き継がれている[17]。
- 本作のネットワーク統括コンピュータの名称が「サント・アンヌ」であり、『ポケモン』にも同名の豪華客船が存在する[18]。
- パルスマンのアクション「ボルテッカー」が『ポケモン』のピチュー、ピカチュウ、ライチュウの専用技としても登場している[18]。
- 任天堂より発売のWii用ソフト『大乱闘スマッシュブラザーズX』（2008年）にてピカチュウが登場し、『最後の切りふだ』で「ボルテッカー」を使用するが、エフェクトは本作のものを元にしている。
- 『ポケモン』のゲーム中にて、ポケモンはパソコンに預けることができる。現実世界とコンピュータ内を自由に行き来できるというところは、パルスマンを思わせる。